# Erismanthus obliquus
Erismanthus obliquus är en törelväxtart som beskrevs av Nathaniel Wallich och Johannes Müller Argoviensis. Erismanthus obliquus ingår i släktet Erismanthus och familjen törelväxter. Inga underarter finns listade i Catalogue of Life.